# Elisabeth Maier (Musikwissenschaftlerin)
Elisabeth Maier (* 1947 in Wien) ist eine österreichische Musikwissenschaftlerin und Bruckner-Forscherin.

## Ausbildung
Sie studierte an der Universität Wien Musik- und Theaterwissenschaft (Promotion 1973) sowie Fachtheologie (Sponsion 2006), weiters Klavier am Konservatorium Wien Privatuniversität (Lehrbefähigungsprüfung 1969, Konzertreifeprüfung 1971).

## Berufliches Wirken
Von 1970 bis 1980 war sie wissenschaftliche Mitarbeiterin beim Internationalen Quellenlexikon der Musik (RISM) an der Musiksammlung der Österreichischen Nationalbibliothek.
1981 bis 1985 arbeitete sie als freie Mitarbeiterin, danach bis zu ihrer Pensionierung 2005 als Angestellte in der Kommission für Musikforschung mit dem Forschungsschwerpunkt Anton Bruckner. Seit Anfang 2006 ist sie dort ehrenamtlich tätig. Von der Gründung 1978 an bis 1987 war sie zunächst Mitarbeiterin, dann bis September 2005 Geschäftsführerin des Anton Bruckner Institutes Linz (ABIL).
Von 1971 bis 1995 arbeitete sie als Klavierpädagogin an einer Musikschule der Stadt Wien. Als Generalsekretärin der Wiener Katholischen Akademie, deren Präsidentin sie von 2014 bis 2017 war, leitet sie seit 1993 das Kursprogramm und hält eigene Vorträge. Außerdem war sie von 2012 bis 2016 Präsidentin und bis 2021 Vizepräsidentin der Edith Stein Gesellschaft Österreich.

## Publikationen
Ihr Publikationsverzeichnis umfasst eine ganze Reihe selbständiger Schriften und Aufsätze, darüber hinaus fungierte sie mehrfach als Herausgeberin und Redakteurin. Ihr Tätigkeitsbereich umfasste auch die Erstellung von Lexikonartikeln, Vortragstätigkeit und Mitgestaltung von Ausstellungen, Fernsehfilmen, Rundfunksendungen und Rezensionen.

## Auszeichnungen
- 2006: Kulturmedaille des Landes Oberösterreich[3]
- 2022: Bruckner-Medaille der Internationalen Bruckner-Gesellschaft[4]
- 2023: Goldenes Doktordiplom der Universität Wien[4]